# لوناچارسکی ۲۴۴۶
سیارک ۲۴۴۶ (به انگلیسی: 2446 Lunacharsky، نامگذاری:1971TS2) دو هزار و چهارصد و چهل و ششمین سیارک کشف شده‌است که در ۱۴ اکتبر ۱۹۷۱ کشف شد.
قدر مطلق سیارک برابر ۱۲٫۹۰ است.